# Guillaume Florent

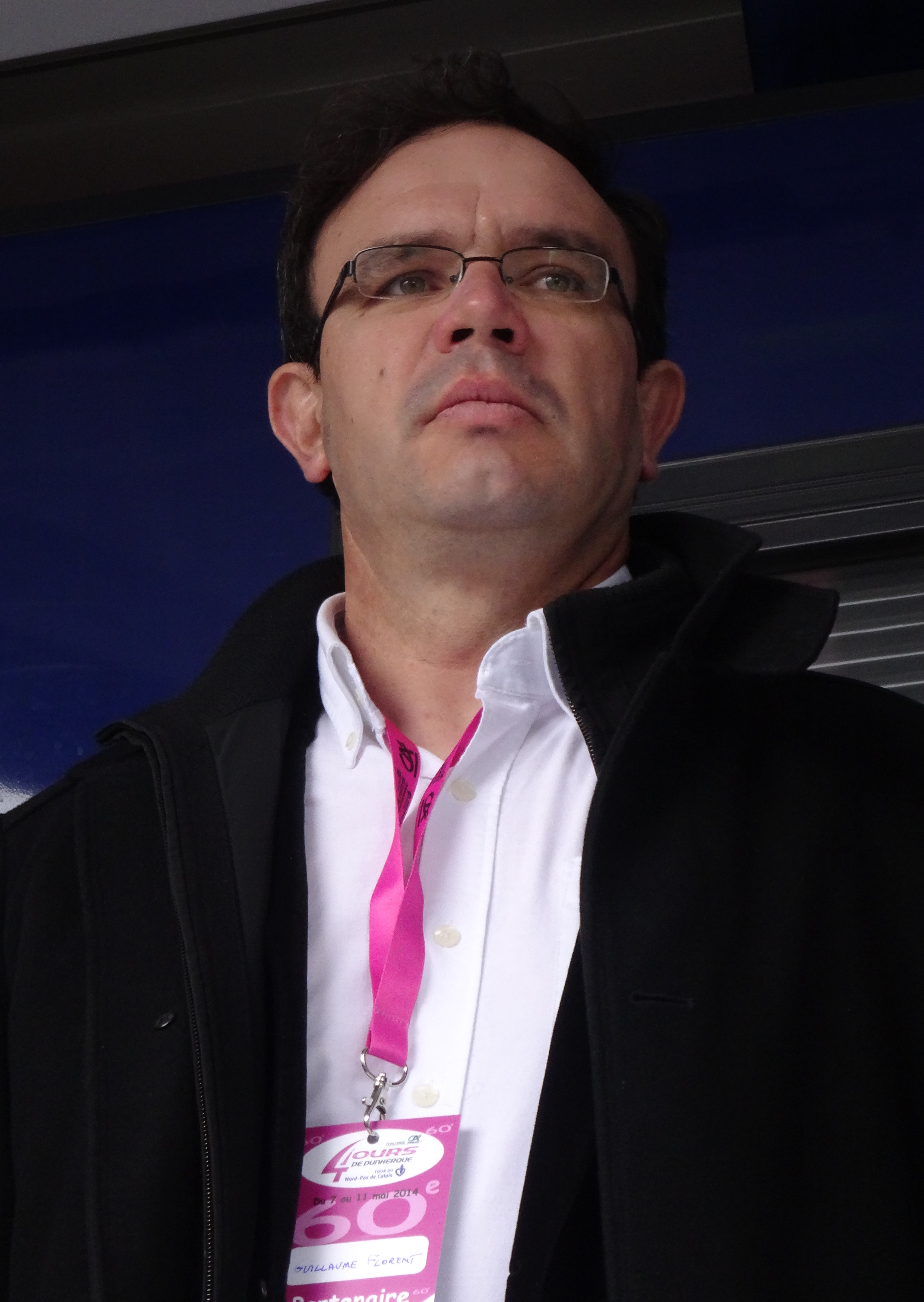
Guillaume Florent

Guillaume Florent, född den 13 oktober 1973 i Dunkerque, är en fransk seglare.
Han tog OS-brons i finnjolle i samband med de olympiska seglingstävlingarna 2008 i Qingdao i Kina.